# Костов, Владимир
Владимир Борисов Костов — болгарский журналист, бывший сотрудник спецслужб, диссидент.
Родился 28 мая 1932 года в Софии. Был комсомольским работником, в 1956—1969 гг. журналистом изданий «Средношколско знаме», «Работническо дело», «Поглед», «Антени», «Отечествен фронт» и др. В 1966 г. завербован в качестве агента болгарским КГБ, с 1967 г. — штатный сотрудник Первого главного управления под прикрытием работника СМИ, со временем получил звание майора. В 1969—1971 гг. руководитель программы «Хоризонт» на Болгарском национальном радио, в 1974—1977 гг. корреспондент Болгарского телевидения в Париже.
В 1977 году запросил и получил политическое убежище во Франции. Был заочно приговорен в коммунистической Болгарии к смертной казни, 26 августа 1978 года пережил в парижском метро неудачную попытку покушения (отравление рицином с помощью «болгарского зонтика» — пневматического устройства, выстреливающего капсулу с ядом; спустя несколько дней в Лондоне таким же способом был отравлен писатель и диссидент Георгий Марков). С 1978 по 1994 год журналист Радио «Свободная Европа» в Мюнхене.
Помилован в 1990 году.